# Françoise Moréchand
 (novembre 2022).
Françoise Moréchand, née le 29 mars 1936 à Paris, est une personnalité de la télévision française au Japon. Elle a été l’un des premiers étrangers à apparaître comme tarento étrangère à la télévision japonaise en 1964.

## Biographie
Le père de Françoise Moréchand est un technicien polonais exilé et sa mère est française. Pendant la Seconde Guerre mondiale, la famille déménage de Paris à Toulouse. Ils rentrent à Paris juste avant la libération de la ville en août 1944. 
Diplômée de la Sorbonne, département du Japon, Françoise Moréchand veut devenir interprète de chinois ou de russe, et se rend à Tokyo en 1958. 
Sa première activité à Tokyo consiste à enseigner le français à la maison, puis à Japan Airlines et au ministère des Affaires étrangères. Après cela, elle est conférencière dans la conversation française de la NHK et gagne en popularité. Elle apparaît dans de nombreux programmes tels que Fox Opinio sur TV Asahi. Elle revient une fois en France en 1964 après avoir travaillé pendant plusieurs années chez Christian Dior et Revlon. Son premier mari, Guy Moréchand, est sociologue. 
Elle est la mère Agathe Morechand. Le retour de Françoise Moréchand au Japon a lieu en 1974 lorsque Chanel lui demande d'y diriger la division des cosmétiques. 
Peu de temps après son retour au Japon, elle rencontre son second mari, le traducteur Tatsuji Nagataki. Avec son aide, elle crée une marque à son nom et s'implique dans un ensemble de projets. Parmi ceux-ci se trouve une ligne de mode qu'elle a conçue, appelée 
Morechand Kimono, qui déclenche un boom du kimono « moderne » dans les années 1970 et 1980[réf. nécessaire]. Elle crée aussi une ligne de bijoux et une collection de vaisselle en laque.

### Décorations
- 2009 : Légion d’honneur[3]
- 2014 : Commandeur dans l'Ordre national du Mérite (France)[4]